# Ramona Hill
Ramona Hill, född 2017 är en amerikansk standardhäst. Hon tränas av Tony Alagna och körs av Andrew McCarthy. Hon har till januari 2021  tagit 12 segrar på 17 starter. Hon har tagit karriärens hittills största seger i Hambletonian Stakes (2020).

## Karriär
Ramona Hill började att tävla som tvååring, och gjorde tävlingsdebut den 12 juli 2019 i Kindergarden Stakes på Meadowlands Racetrack. Under hela tvååringssäsongen tog hon sex segrar på sju starter, bland annat i Breeders Crown 2YO Filly Trot på Mohawk Racetrack. Hon utsågs till Two-Year-Old Trotting Filly of the Year.
Som treåring gjorde hon årsdebut den 11 juli 2020 i Reynolds Stake, där hon kom på tredje plats. Hon segrade sedan i Del Miller Memorial och tog sikte mot Hambletonian Stakes. I uttagningsloppet till Hambletonian Stakes låg hon sist under större delen av loppet, men lyckades ändå segra på tiden 1:51.2 (1.09,3). Hon utsågs även till förhandsfavorit att segra i finalen. Finalloppet av Hambletonian Stakes gick av stapeln den 8 augusti 2020 och Ramona Hill startade från spår 5. Hon skickades tidigt till ledningen, och höll undan till säker seger. Segern var den första i loppet för både tränaren Tony Alagna och kusken Andrew McCarthy. Segertiden 1:50.1 (1.08,5) var en tangering av det löpningsrekord som Ramona Hills far, Muscle Hill, noterade redan 2009. Segertiden slogs av Nordic Chapter 2025.
Ramona Hill blev det 15:e stoet som segrade i Hambletonian Stakes, under loppets 95-åriga historia.

## Statistik

### Starter
| #  | Datum             | Bana         | Lopp                                       | Kusk            | Dist.   | Plac. | Tid     | Vinstbelopp | Ref.  |
| -- | ----------------- | ------------ | ------------------------------------------ | --------------- | ------- | ----- | ------- | ----------- | ----- |
| -  | 17 juni 2019      | Gaitway Farm | Kvallopp                                   | Andrew McCarthy | 1 609 m | 1     | 1:56.2  | 0 USD       | [ 2 ] |
| -  | 29 juni 2019      | Meadowlands  | 2yr F                                      | Andrew McCarthy | 1 609 m | 1     | 1:57.1  | 0 USD       | [ 2 ] |
| 1  | 12 juli 2019      | Meadowlands  | Kindergarten                               | Andrew McCarthy | 1 609 m | 1     | 1:54.4  | 5 000 USD   | [ 2 ] |
| 2  | 19 juli 2019      | Meadowlands  | Kindergarten                               | Andrew McCarthy | 1 609 m | 1     | 1:54.1  | 5 000 USD   | [ 2 ] |
| -  | 12 september 2019 | The Red Mile | Kval                                       | Tony Alagna     | 1 609 m | 2     | 1:57.2  | 0 USD       | [ 2 ] |
| 3  | 20 september 2019 | Hoosier Park | Kentuckiana Consolation                    | Andrew McCarthy | 1 609 m | 1     | 1:54.2  | 15 000 USD  | [ 2 ] |
| 4  | 27 september 2019 | The Red Mile | Bluegrass Series                           | Andrew McCarthy | 1 609 m | 1     | 1:52.4  | 41 000 USD  | [ 2 ] |
| 5  | 4 oktober 2019    | The Red Mile | International Stallion Stake               | Andrew McCarthy | 1 609 m | 1     | 1:52.2  | 36 400 USD  | [ 2 ] |
| 6  | 18 oktober 2019   | Mohawk       | Breeders Crown 2YO Filly Trot, elimination | Andrew McCarthy | 1 609 m | 3     | 1:54.1  | 2 964 USD   | [ 2 ] |
| 7  | 25 oktober 2019   | Mohawk       | Breeders Crown 2YO Filly Trot, final       | Andrew McCarthy | 1 609 m | 1     | 1:53.2  | 300 000 USD | [ 2 ] |
| -  | 15 juni 2020      | Gaitway Farm | Kvallopp                                   | Andrew McCarthy | 1 609 m | 1     | 1:53.4  | 0 USD       | [ 2 ] |
| -  | 27 juni 2020      | Meadowlands  | Kvallopp                                   | Andrew McCarthy | 1 609 m | 1     | 1:53.1  | 0 USD       | [ 2 ] |
| 8  | 11 juli 2020      | Meadowlands  | Reynolds Stake                             | Andrew McCarthy | 1 609 m | 3     | 1:51.0  | 7 320 USD   | [ 2 ] |
| 9  | 18 juli 2020      | Meadowlands  | Del Miller Memorial                        | Andrew McCarthy | 1 609 m | 1     | 1:50.3  | 119 145 USD | [ 2 ] |
| 10 | 1 augusti 2020    | Meadowlands  | Hambletonian Stakes, elimination           | Andrew McCarthy | 1 609 m | 1     | 1:51.2  | 25 000 USD  | [ 2 ] |
| 11 | 8 augusti 2020    | Meadowlands  | Hambletonian Stakes, final                 | Andrew McCarthy | 1 609 m | 1     | 1:50.1  | 500 000 USD | [ 2 ] |
| 12 | 21 augusti 2020   | Vernon Downs | Harry M. Zweig Memorial, filly             | Andrew McCarthy | 1 609 m | 1     | 1:52.0  | 80 070 USD  | [ 2 ] |
| -  | 21 augusti 2020   | Meadowlands  | Kvallopp                                   | Andrew McCarthy | 1 609 m | 1     | 1:53.1  | 0 USD       | [ 2 ] |
| 13 | 11 september 2020 | Mohawk       | Simcoe                                     | Andrew McCarthy | 1 609 m | 1     | 1:53.2  | 33 780 USD  | [ 2 ] |
| 14 | 19 september 2020 | Mohawk       | Elegantimage Stake                         | Andrew McCarthy | 1 609 m | 1     | 1:51.4  | 133 000 USD | [ 2 ] |
| 15 | 4 oktober 2020    | The Red Mile | Bluegrass Series                           | Andrew McCarthy | 1 609 m | 2     | 1:52.0  | 17 300 USD  | [ 2 ] |
| 16 | 11 oktober 2020   | The Red Mile | Kentucky Futurity Filly                    | Andrew McCarthy | 1 609 m | 0     | 1:53.4g | 0 USD       |       |
| 17 | 12 november 2020  | Dover Downs  | Matron Stake                               | Andrew McCarthy | 1 609 m | d     | 7g      | 0 USD       |       |

## Stamtavla
| Efter Muscle Hill 2006     | Muscles Yankee 1995 | Valley Victory    | Baltic Speed    |
| Efter Muscle Hill 2006     | Muscles Yankee 1995 | Valley Victory    | Valley Victoria |
| Efter Muscle Hill 2006     | Muscles Yankee 1995 | Maiden Yankee     | Speedy Crown    |
| Efter Muscle Hill 2006     | Muscles Yankee 1995 | Maiden Yankee     | Wistful Yankee  |
| Efter Muscle Hill 2006     | Yankee Blondie 1996 | American Winner   | Super Bowl      |
| Efter Muscle Hill 2006     | Yankee Blondie 1996 | American Winner   | B JS Pleasure   |
| Efter Muscle Hill 2006     | Yankee Blondie 1996 | Yankee Bambi      | Hickory Pride   |
| Efter Muscle Hill 2006     | Yankee Blondie 1996 | Yankee Bambi      | Yankee Duchess  |
| Undan Lock Down Lindy 2012 | Lucky Chucky 2007   | Windsong's Legacy | Conway Hall     |
| Undan Lock Down Lindy 2012 | Lucky Chucky 2007   | Windsong's Legacy | Yankee Windsong |
| Undan Lock Down Lindy 2012 | Lucky Chucky 2007   | Aerobics          | Muscles Yankee  |
| Undan Lock Down Lindy 2012 | Lucky Chucky 2007   | Aerobics          | Incredible Chic |
| Undan Lock Down Lindy 2012 | Love Lockdown 2007  | Cantab Hall       | Self Possessed  |
| Undan Lock Down Lindy 2012 | Love Lockdown 2007  | Cantab Hall       | Canland Hall    |
| Undan Lock Down Lindy 2012 | Love Lockdown 2007  | Celtic Contessa   | King Conch      |
| Undan Lock Down Lindy 2012 | Love Lockdown 2007  | Celtic Contessa   | Ramerizi        |